# Amphicallia
Amphicallia là một chi bướm đêm thuộc phân họ Arctiinae, họ Erebidae.

## Các loài
- Amphicallia bellatrix Dalman, 1823
- Amphicallia kostlani Strand, 1911
- Amphicallia pactolicus Butler, 1888
- Amphicallia pratti Kenrick, 1914
- Amphicallia quagga Strand, 1909
- Amphicallia solai Druce, 1907
- Amphicallia thelwalli Druce, 1882
  - A. t. thelwalli
  - A. t. tigris Butler, 1892
  - A. t. zebra Rogenhofer, 1894